# 桂團丸
桂 團丸（かつら だんまる）は、落語家の名跡。
- 桂團丸 - 本項にて記述。
- 桂→露の團丸 - のちの4代目立花家千橘。

桂 團丸（かつら だんまる、1872年ないし1873年（明治5年） - 1941年8月24日）は、上方噺家。本名: 林 宇三郎。
林家の先祖は備前屋という屋号の船大工を生業にし明治維新の戸籍で本名を「木」の字を二つ合わせた「林」を本名にしたという。祖父は喜兵衛といい、父は弥右衛門、母は津禰といった。
明治5年の生まれ、最初は素人連で落語をやっていたが家業に失敗し玄人になった。
1897年ころに3代目桂文三の門で桂？慶三、その後初代橘ノ圓の門で立花家圓丸を名乗り師の一座「圓頂派」で修業を積む、4代目笑福亭松鶴の門で鶴枝、また立花家圓丸になり、1921年に初代桂春團治の門で團丸になった。
酒好きで女によくもてたが結婚せず子供を連れて寄席通いをした。
噺は本格派でもあり「三十石」などを得意とし。また顔にぶら下げは多数の煙管を音曲に合わせて落としておく珍芸「煙管の音」などもあった。この芸は4代目桂福團治の主演映画「鬼の詩」にも取り入れられている。
1923年に自宅にて中風で倒れ左手が不自由になり得意の「煙管の音」が披露出来なくなり引退、以降亡くなるまで後遺症に悩まされる（ただし手が不自由なだけでそれ以外は至って元気だった）。実の子は幼いころから稽古をさせ後に初代桂小春團治（後の舞踊家の花柳芳兵衛）となった。目立った弟子などはいなかったが唯一の弟子はのちに大阪大空襲で一家諸共亡くなっている。